# Рубінов Анатолій Миколайович
Анатолій Миколайович Рубінов (білор. Анатоль Мікалаевіч Рубінаў, 15 квітня 1939, Могильов) — білоруський фізик, академік Національної академії наук Білорусі (з 1991 року), доктор фізико-математичних наук (1973), професор (1980), заслужений діяч науки БРСР (1980) і голова Ради Республіки четвертого і п'ятого скликань.

## Політична кар'єра
31 жовтня 2008 року обраний Заступником Голови Ради Республіки Національних зборів Республіки Білорусь четвертого скликання.
24 травня 2010 року обраний Головою Ради Республіки четвертого скликання.
З 19 жовтня 2012 року — Голова Ради Республіки п'ятого скликання.